# Jingu
L'emperadriu consort Jingu (神功 皇后, Jingu Kogo), també coneguda com l’Emperadriu Regent Jingu (神功 天皇, Jingu Tenno). Va ser una emperadriu japonesa que va governar a partir de l'any 201. El seu pare era Okinaga no Sukune no Miko (息 長 宿 禰 王), descendent de l'emperador Hiko-imasu, i la seva mare era Kazuraki no Takanuka-hime (葛 城 高額 媛), descendent del llegendari príncep Amenohiboko de Corea. Va ser consort de l'emperador Chuai, però també va desenvolupar un rol molt important com a regent des de la mort del seu marit, a l'any 201, fins que el seu fill, l'Emperador Ojin, va accedir al tron a l'any 269. Fins al període Meiji, Jingu es considerava la XV governant imperial japonès, segons l'ordre tradicional de successió; però una reavaluació dels registres històrics existents va fer que el seu nom fos esborrat del llistat; i el seu fill, l'Emperador Ojin, es considera actualment el XV sobirà del Japó.

## Llegenda
No es poden assignar unes dates exactes a la seva vida o regnat. Jingu és considerada pels historiadors com una figura "llegendària" perquè no hi ha prou material disponible per la seva posterior verificació i estudi. Abans del seu ascens al Tron del Crisantem era Okinaga Tarashi-hime.
Tot i que el lloc de descans final de les seves restes és desconegut, es pot visitar la tomba o misasagi oficialment designada de Jingu al Misasagi-cho a Nara. Aquesta tomba imperial de tipus Kofun es caracteritza per una illa en forma d'ull de tanca ubicada al centre d'un fossat ample i plè d'aigua.
Kitabatake Chikafusa (1293 - 1354) i Arai Hakuseki (1657 - 1725) van afirmar que ella era, en realitat, la reina xaman Himiko. Entre els historiadors moderns, Naito Torajiro afirma que ella és Yamato-hime no mikoto, mentre que Higo Kazuo suggereix que ella és Yamatototohimomosohime-no-Mikoto, la filla de l'Emperador Korei.
A l'any 1881 Jingu es va convertir en la primera dona en aparèixer en un bitllet japonès; no obstant, donat que no se sap que existeixin imatges reals d'aquesta figura llegendària la representació de Jingu, que va ser artísticament ideada per Edoardo Choissone, és completament conjectural. En realitat, Choissione va utilitzar a una treballadora de la Oficina d'Impressió del Govern com a model. Aquesta imatge també es va utilitzar per crear segells postals entre els anys 1908 i 1914, van ser els primers segells postals del Japó en els quals va sortir una dona.
La Casa Imperial ha designat un mausoleu oficial a Saki no Tatanami no ike no e no missasagi, Nara, en el que abans era la província de Yamato.
Exceptuant a la llegendària Emperadriu Jingu, el Japó ha tingut vuit emperadrius regnants i els seus successors eren més sovint seleccionats entre els homes de la línia sanguínia imperial paterna, motiu pel qual alguns historiadors conservadors sostenen que els regnats de les dones eren temporals i que la tradició successora únicament masculina ha de ser mantinguda al segle XXI. L'Emperadriu Genmei, que va ser succeïda en el tron per la seva filla, l'Emperadriu Gensho, continua sent l'única excepció d'aquest argument convencional.

## Controvèrsia
Segons Nihon Shoki Jingu va dirigir l'exèrcit japonès en una invasió d'una terra promesa (possiblement la Península de Corea) i va tornar al Japó al cap de tres anys. Tot i això, a Corea no s'ha trobat cap evidència de la seva invasió, la qual cosa suggereix que la història podría ser fictícia o bé un relat inexacte d'esdeveniments ocorreguts 400 anys abans de la composició del Nihon Shoki. El seu fill Ojin va néixer quan ella va tornar al Japó. La llegenda al·lega que Jingu va donar a llum tres dies després de morir el seu marit, l'Emperador Chuai.
Alguns historiadors creuen que la conquesta de l'Emperadriu Jingu només es basa en l'Estela de Gwanggaeto. Però la llegenda de la invasió de Jingu a la Península de Corea també apareix a les antigues cròniques japoneses Kojiki i Nihon Shoki, escrites als anys 680 i 720 respectivament. La crònica Kojiki afirma que el Regne de Baekje va retre tribut al Japó. A més, el Nihon Shoki afirma que el pare de l'emperadriu es net de l'Emperador Kaika i que la seva mare és del clan Katsuragi.
Hi ha cronicistes que afirmen que es van modificar els caràcters i que la presència japonesa es va afegir a l'Estela de Gwanggaeto. Avui en dia, alguns estudiosos japonesos i xinesos han desacreditat la teoria de l'Estela feta malbé inencionadament, basant-se en l'estudi de la pròpia estela i els fragments pre-Sako i els previs a la calç. Les activitats militars japoneses ocupen la meitat de l'Estela. La interpretació d'aquesta encara és motiu de debat perquè, intencionadament o no, l'estela es va malmetre i les peces que falten fan que sigui difícil de traduir. Segons el llibre "De la Corea de Paekchae a l'Orígen del Yamato del Japó", els japonesos van interpretar erròniament l'estela Gwanggaeto. Aquesta va ser un homenatge a un rei coreà, però per falta d'una puntuació correcta, l'escriptura es pot traduir de 4 maneres diferents; en aquesta mateixa estela es pot interpretar que Corea va creuar l'estret i va forçar al Japó a sotmetre's, depenent d'on es puntua la frase.
El llibre xinès del cant de la Dinastia Liu Song, escrit per l'historiador xinès Shan Yue (441 - 513), assenyala la presència japonesa a la península coreana. Tanmateix, la dinastia Liu Song, com a dinastia del sud de l'antiguitat, va tenir poc contacte amb el nord-est d'Àsia i la majoria d'historiadors de Corea, el Japó i d'altres llocs creuen que aquesta dinastia probablement tractava Baekje, Samhan i Yamato Japó com un mateix. És poc probable que es cometi aquest error pel que fa a la Dinastia Sui i Goguryeo, perquè aleshores eren poders importants.
El llibre xinès de la dinastia Sui afirma que el Japó va proporcionar suport militar als regnes de Baekje i Silla.
Segons el Samguk Sagi ("Cròniques dels tres regnes"), escrit a l'any 1145, el rei Asin de Baekje va enviar el seu fill, el príncep Jeonji, com a ostatge a l'any 397; i el rei Silseong de Silla va enviar el seu fill a l'any 402. Ambdós intercanvis van ser intents per obtenir ajuda militar del Japó perquè ambdues nacions poguessin continuar amb les campanyes militars que havien iniciat abans de les peticions. Per complicar encara més la relació entre el govern japonès i Corea, segons el Nihon Shoki, el príncep Amenohiboko va arribar al Japó i es va convertir en l'avi de Tajimamori, que va servir a l'Emperador Suinin. Es debat si els japonesos han enviat ostatges o parents amb lligams familiars a Corea.
La Casa Imperial ha designat un mausoleu oficial a Saki no Tatanami no ike no e no misasagi, Nara, en el que abans era la província de Yamato. [11]
Exclòs la llegendària Emperadriu Jingū, hi havia vuit emperadriu regnant i els seus successors eren més sovint seleccionats entre els homes de la línia sanguínia imperial paterna, motiu pel qual alguns erudits conservadors sostenen que els regnats de les dones eren temporals i que la tradició successora només masculina ha de ser mantinguda al segle XXI. [12] L'emperadriu Genmei, que va ser seguida al tron per la seva filla, l'emperadriu Genshō, continua sent l'única excepció d'aquest argument convencional.